# Луї Шпор
Луї (Лю́двіг) Шпор (нім. Louis Spohr, 5 квітня 1784, Брауншвейг — 22 жовтня 1859, Кассель) — німецький скрипаль, композитор, диригент і педагог, один з перших представників романтичного стилю в музиці.

## Біографія
Шпор народився у сім'ї лікаря, який був також музикантом-аматором і намагався дати синові хорошу освіту. Рано проявивши музикальні здібності, Шпор у віці шести років почав вчитися теорії музики у органіста К. А. Гартунга, потім — на скрипці у Мокура. Досягнувши успіхів, Шпор привернув до себе увагу герцога Брауншвейзького, який 1799 року призначив його придворним музикантом. Останнім учителем Шпора був скрипаль мангеймської школи Франц Екк (син трубача Георга Екка, що співпрацював із Вольфгангом Амадеєм Моцартом); Екк істотно вплинув на Шпора і взяв його з собою в тривалу гастрольну поїздку, що закінчувалася візитом у 1802 році до Санкт-Петербурга, де Шпор був захоплений грою Муціо Клементі і Джона Філда (від цієї поїздки залишився щоденник).
Потім Шпор почав гастролювати самостійно, всюди здобуваючи великий успіх. Перше своє концертне турне як соліст Шпор почав 1804 року. 1812 року музикант відправився до Відня, де отримав місце капельмейстера Віденського драматичного театру, а потім побував у Італії. З 1817 року Шпор працював музичним керівником Франкфуртського міського театру, 1820 року разом зі своєю дружиною — арфісткою, виступив у Лондоні. Два роки по тому музикант отримав місце придворного капельмейстера в Касселі, де і працював до кінця життя.

## Творчість
Спадщина Шпора-композитора охоплює велику кількість творів у різних жанрах: йому належать дев'ять опер, ораторії, симфонії, меси, кантати, камерні твори. Найбільшу популярність мають 15 його концертів для скрипки з оркестром, а також чотири концерти для кларнета, присвячені Йогану Симону Хермштедту. Шпор вважався також одним з найкращих скрипалів свого часу, його виконання відрізнялося великою технічною віртуозністю та глибокою виразністю. Вважається також, що саме Л. Шпор запровадив диригентську паличку.

## Основні твори

### Опери
- Випробування (Die Prüfung, 1806)
- Альруна, королева сов (Alruna, die Eulenkönig, 1808)
- Поєдинок з коханою (Der Zweikampf mit der Geliebten, 1811)
- Фауст (1816; нова редакція 1852)
- Земіра і Азор (1819)
- Йессонда (1823)
- Гірський дух (Der Berggeist, 1825)
- П'єтро з Альбано (1827)
- Алхімік (Der Alchimist, 1830)
- Хрестоносці (Die kreuzfahrer, 1845)

### Твори для голосів, хору та оркестру

#### Ораторії
- Страшний суд (Das jungste Gericht, 1812)
- Останні діяння (Die letzen Dinge, 1826)
- Останні години Спасителя (Des Heilands letze Stunden, 1835)
- Падіння Вавилона (Des Fall Babylons, 1842)

- Отче наш (Vater unser) — меса на слова Фрідріха Ґотліба Клопштока
- Звільнена Німеччина (Das befreite Deutschlahd) — сценічна кантата (1814)

### Для оркестру
9 симфоній, зокрема:
- 4-та — Освячення тонів (Die Weihe der Töne, 1832)
- 6-та — Історична (Historische, 1839)
- 7-ма — Земне і божественне в життя людини (Irdisches und Gottliches in Menschenleben, для 2-х оркестрів, 1841)
- 9-та — Пори року (Die Jahreszeiten, 1850)

3 увертюри, в тому числі увертюра до трагедії «Макбет» Шекспіра

### Концерти для інструментів
- 12 концертів для скрипки (1803—1844)
- 4 концерти для кларнета (1808—1828)
- Концерт для струнного квартету і оркестру (1845)
- Концерт для арфи і оркестру

### Камерно-інструментальні ансамблі
- 3 сонати для скрипки й фортепіано
- 15 дуетів для 2-х скрипок
- 5 фортепіанних тріо (1841—1847)
- 34 струнні квінтети
- 4 подвійні квартети (1823—1947)
- 3 фортепіанні квінтети (1820, 1845, 1853)
- Фортепіанний секстет (1848)
- Струнний секстет (1848)
- Септет (для флейти, кларнета, валторни, фагота, скрипки, віолончелі та фортепіано)
- Октет (для скрипки, 2 альтів, віолончелі, кларнета валторн і 2-х контрабасів)
- Нонет (для скрипки, альта, віолончелі, флейти, гобоя, кларнета, валторни, контрабаса фагота) (1813)

П'єси для фортепіано, 2 фантазії для арфи
Для хору — кантати, псалми, хори.
Для голосу з фортепіано — близько 100 романсів, у тому числі пісні на тексти І. В. Гете: Гретхен за прядкою (Grethen am Spinnrade, 1809), Міньона (1815) та ін.